# Jullianges
Jullianges är en kommun i departementet Haute-Loire i regionen Auvergne-Rhône-Alpes i centrala Frankrike. Kommunen ligger i kantonen Craponne-sur-Arzon som tillhör arrondissementet Le Puy-en-Velay. År 2022 hade Jullianges 434 invånare.

## Befolkningsutveckling
Antalet invånare i kommunen Jullianges
| Referens: INSEE |